# Nastro di San Giorgio

Nastro di San Giorgio

Il nastro di San Giorgio (in russo Георгиевская ленточка?) noto anche come nastro georgiano o, in periodo sovietico, come nastro delle guardie, è un nastro di colore arancio e nero, storicamente associato all'ordine di San Giorgio. Il nastro è stato successivamente associato all'ordine della Gloria e ripreso al termine della Seconda guerra mondiale per la medaglia per la vittoria sulla Germania.
Dal 2014, il simbolo è diventato controverso in alcuni stati post-sovietici come l'Ucraina e i paesi baltici, a causa della sua associazione con sentimenti filo-russi e separatisti. Dopo l'inizio dell'invasione russa del 2022 in Ucraina,  insieme al simbolo “Z”, è stato associato al nazionalismo e al militarismo russi.

## Utilizzo
Dal termine della seconda guerra mondiale, il nastro viene appeso alle divise militari e raffigurato sui veicoli in occasione della parata del Giorno della Vittoria.
Durante l'invasione russa dell'Ucraina, i colori del nastro sono stati usati in combinazione con il simbolo militare "Z", diventando un emblema pro-guerra apparso in tutta la Russia. 
I soldati russi in Ucraina sono stati visti decorare le loro uniformi e il loro equipaggiamento militare con nastri di San Giorgio. 
Il nastro di San Giorgio è parte dell'uniforme delle forze aviotrasportate russe. 
Nel dicembre 2022, il presidente della Federazione Russa Vladimir Putin ha firmato una legge che rende la profanazione del nastro un illecito penalmente rilevante. La legge ha designato il nastro come simbolo ufficiale di gloria e onore militare che può essere utilizzato solo in eventi "dedicati a date importanti in Russia" o "mirato all'educazione patriottica e morale-spirituale dei cittadini russi".